# Nefud-woestijn

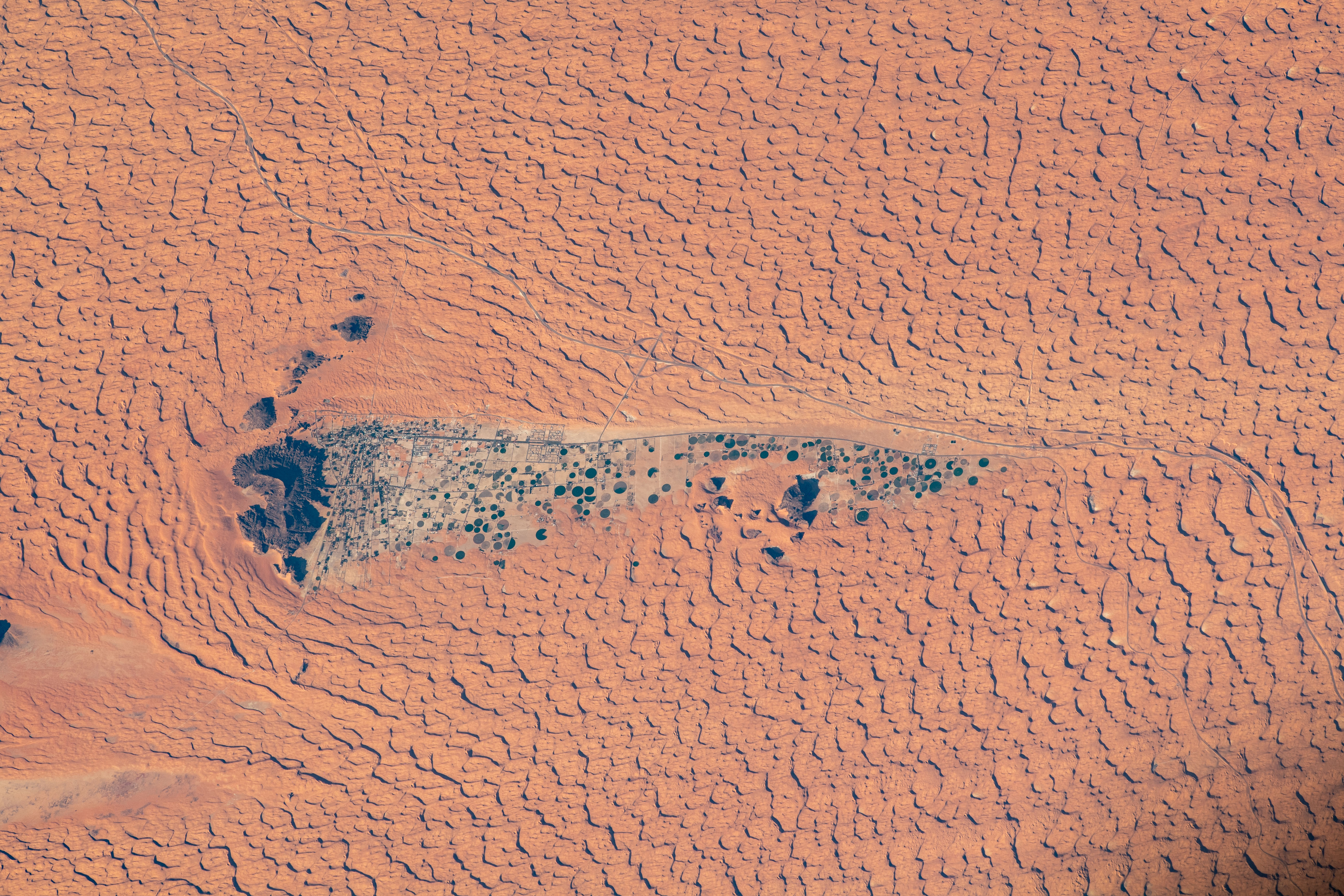
Het stadje Jubbah omgeven door de Nefud

De Nefud of Al-Nefud (Arabisch: صحراء النفود ṣahrā' an-Nafūd) is een woestijn en erg op het Arabische schiereiland in het noorden van Saoedi-Arabië. Hij vormt een grote ovaalachtige depressie van meer dan 78.000 km².
Het baksteenrode zand van de Nefud vormt zich onder invloed van hevige windstoten tot grote, halvemaanvormige duinen. Neerslag valt een of twee keer per jaar, maar verzamelt zich niet tot oppervlaktewater. In sommige laaglandgebieden, namelijk in de buurt van het Hejaz-gebergte, zijn er oases waar dadels, groenten, gerst en fruit worden verbouwd. De Nefud is verbonden met de grotere Rub 'al Khali in het zuiden door de Dahna, een lange corridor van grindvlaktes en zandduinen.
De woestijn is bekend uit de film Lawrence of Arabia, die toont hoe Arabische opstandelingen onder leiding van Auda ibu Tayi in de Eerste Wereldoorlog door de Nefud oprukten om de kuststad Aqaba bij verrassing te veroveren op de Ottomanen. Hoewel kolonel T.E. Lawrence deze route inderdaad voorstelde, ging de harde tocht in werkelijkheid langs de rand van de woestijn.
In de Nefud zijn sporen gevonden van vroege moderne mensen. In 2016 werd een 85.000 jaar oud fossiel van een menselijke vinger opgegraven, een van de oudste buiten Afrika.
Vondsten van stenen werktuigen bij Ti’s al Ghadah konden door datering van dierlijke resten geplaatst worden in het Midden-Pleistoceen, 300.000-500.000 BP.
In 2020 kwamen door erosie 376 afdrukken van mensen en dieren bloot te liggen in de afzettingen van een verdwenen meer. Het ging om olifanten, kamelen en reuzenbuffels, naast spiesbokken zoals aangetroffen onder 233 fossielen. De dieren leefden er in het Eemien 120.000 jaar geleden, in een weelderig grasland aan een meer dat ook werd opgezocht door de mens. De site is Alathar genoemd, Arabisch voor 'het spoor'.